# Райно Попович
Райно Попович (Райно Събев Стоянов) е български учител и книжовник от Българското възраждане, сред реформаторите на образованието в България. 
Първоначално учи в Жеравна, при брат си. Впоследствие продължава обучението си в Сливен, Солун, Хиос и Букурещ (1816 – 1818), в Бейската академия. Там негов преподавател е известният за времето си Н. Дукас. Стефан Богориди подпомага Райно Попович да постъпи в това гръцко училище, където усвоява взаимоучителната метода. Попович става учител в Котел (1812, 1819 – 1826), Жеравна (1826 – 1828) и Карлово (1828 – 1852).
През 1819 г. с материалната помощ на Стефан Богориди открива в Котел второто елино-българско училище, след това на Емануил Васкидович в Свищов. В 1826 г. основава елино-българско училище и в Карлово. Освен в Котел и Карлово е учителствал в Жеравна и Пловдив. Ученици на Попович са Георги Сава Раковски, Петър Берон, Ботьо Петков, Гаврил Кръстевич, Евлоги Георгиев и Христо Георгиев, Васил Левски и др.
В началото на книжовната си дейност Попович води гръкофилска образователна политика, за която е критикуван от Васил Априлов и Николай Палаузов. Впоследствие сам променя методиката си на обучение, убеден че преди да се пристъпи към изучаване на гръцки език, е нужно първо усвояване на родния български. През 1850-те години осъзнава нуждата от приобщаване на българската с руската култура.
Попович е елинист и превежда от гръцки на български няколко книги, сред които басните на Езоп и нравоучителния сборник „Христоития или благонравие“ (1837), която наред с напътствия за поведението в обществото и семейството, за отношенията между хората, дава съвети и по въпросите за облеклото, за походката, начина на говорене, както и включва сентенции от античната култура и жизнеописания на известни гръцки мислители като Аристотел, Платон, Омир, Питагор. Негов е и първият български превод на Бенджамин Франклин. В края на живота си Попович живее в  Калофер, Сопот, и Пловдив (1853 – 1856).

## Памет
На Райно Попович е наречена улица в квартал „Сухата река“ в София (Карта).

## Съчинения
- Мудрост добраго Рихарда / От французкия на славеноболгарският наш язик преведена от Гаврила Крестовича, котлянца; Настоянием же и иждивением Райна Поповича Ж. на свят издано. В Будиме граде: Писмени Крал. всеучилища венгерск, 1837
- Христоития или Благонравие: Присовокупена с историите, на които са поменуват в нея за полза и употребление на болгарското юношество, и секиму, който люби да са ползува / От елинския на славеноболгарският наш язик преведена от Райна Поповича из Жеравна, карловскаго елиногреческаго учителя; А посвящена на г.г. Малки Волка чорбаджи К.Чаликоглу. В Будиме: Писмени Крал. типограф. унгарск., 1837 (2 изд. 1855)
- Краткое толкование на божественият храм и на колкото са в него священи сосуди и одежди и на обикновените последования, на божествената литургия и на светите церковни таинства / Собрано из различни церковни списатели и сочинено на греческаго язика от г. Димитрия Н. Дарвара; Нине же от греческаго на славеноболгарскаго язика преведено и на свят своим его иждивением издано от Райна Поповича, жаравнянина, Карловския школи елиногреческаго учителя. В Будине граде: Писмени Кралевскаго всеучилища венгерскаго, 1837.
- Служба сия Светаго Свещеномученика и чудотворца Харалампиа Магнисийскаго / Прежде убо от греческаго минеа на славянский диалект преведена Евтимием йеромонахом Хилендарцем и Райном Поповичем; Последи же прилежно разсмотрена и поправлена трудом Неофита йеромонаха П. П. Рилца, от негоже и молебний канон (сиреч Параклис) такожде от греческаго синаксириста преведен, присовокупи ся; А типом издана на общую ползу и спасение душам всех православних христиан, всеусердним иждивением родолюбних спомоществователей, к ней же и житие светаго от славянскаго язика на простое наречие преведено от Райна Поповича, приложи ся. В Константинополе: Писмени Трудолюбивия пчели, 1843
- Краткое толкование на Божественият храм и на колкото са в него священи сосуди и одежди, и на обикновените последования, на Божествената литургия, и на святите церковни таинства / Собрано из различни церковни списатели и сочинено на греческаго язика от г. Димитрия Н. Дарвара; А от греческаго на славеноболгарскаго язика преведено и на свят издано от г. Райна Поповича, жеравнянина, Карловския школи елино-греческаго учителя; И нине же сос произволением г. Р. П. у вторий пут на свят издано заради просвещението на православните християни и чада нихни сос иждивението от г. хаджи Найдена Йоановича, учителя, жителя татарпазарчичанина, ревнителя болгарскаго просвещения и книгопродавца по всея Славеноболгария. В Букурещ: В типографията у Йосифа Копайнига, 1846
- Есопа фригийскаго баснотворца басни или приказки / Списани убо по елински от самаго того Есопа; А от елински преведени на славянобългарский язик от райна Поповича П. С., елиногреческаго учителя от Карлово, а родом из Жеравна; А напечатани сос иждивение на Хаджи Найдена Йованович, татарпазарджичанина и на свят издани в полза българскаго юношества. В Белград: В Княжеско-сербската книгопечатня, 1854 [неработеща препратка]